# Quercus braianensis
Quercus braianensis — вид рослин з родини букових (Fagaceae), ендемік В'єтнаму.

## Опис
Це дерево заввишки 10–12 м. Гілочки жовтувато-біло вовнисті. Листки широко ланцетні, 7–11 × 2.2–3 см; верх без волосся; низ білувато вовнистий, стаючи голими без волосся; цілісні (рідше зубчасті біля верхівки); ніжка листка 1 см. Жолуді кулясті, втиснені на верхівці, в діаметрі 15 мм, волохаті, напівзакриті в чашечці; чашечка в діаметрі 16 мм, з широкими, зубчастими, запушеними кільцями.

## Середовище проживання
Поширений у центральному В'єтнамі; росте на висотах від 900 до 2000 метрів.